# 弗朗茨·穆里
弗朗茨·穆里（1924年10月12日—2001年9月7日）是奥地利政治人物，奥地利共产党主席。

## 生平
1924年10月21日出生于施泰爾馬克州西部的维斯附近林贝格。父母都是工人。父亲是一名矿工，早逝。继父是建筑工人。他曾在格拉茨商学院夜校读书。曾在1942年被迫加入德国国防军，后逃离。
1965年5月，原主席约翰·科普莱尼格辞去职务，成为名誉主席，穆里接替他成为主席。
1984年10月15日获得由捷克斯洛伐克社会主义共和国颁发的友谊勋章。
1990年1月在维也纳召开的代表大会期间，他拒绝连任主席，并辞去了职务。退休后出版了一些回忆录。2001年在维也纳逝世。

## 作品
- Franz Muhri; Walter Baier: Stalin und wir. Globus, Wien 1991, ISBN 3-901421-51-3.
- Kein Ende der Geschichte: Erinnerungen, kritische Bilanz eines politischen Lebens, Gedanken über die Zukunft. Globus, Wien 1995, ISBN 3-85364-218-7.